# Banalisation
Ne doit pas être confondu avec Marchandisation.
Dans la littérature d'affaires, la banalisation (en anglais, commoditization) est le processus par lequel un bien qui a une valeur économique et se distingue en termes d'attributs (d'unicité ou de marque) finit par devenir une simple commodité standardisée sans spécificités aux yeux des consommateurs.
C'est le mouvement d'un produit différencié vers un produit non différencié avec forte concurrence de prix, c'est-à-dire un mouvement vers une concurrence parfaite. Le résultat principal de la banalisation est que le pouvoir de fixation des prix du fabricant est affaibli :  lorsque les produits deviennent semblables du point de vue de l'acheteur, ce dernier a tendance à privilégier le moins cher.

## Banalisation versus marchandisation
La banalisation (en anglais, commoditization) ne doit pas être confondue avec la marchandisation (en anglais, commodification) . Marchandisation est un terme marxiste pour désigner le processus qui attribue une valeur économique à des choses qui (selon la théorie marxiste) n'en possédaient pas auparavant.
Une façon de résumer la différence entre les deux termes est que la banalisation est la transformation de choses différentiées en choses génériques alors que la marchandisation est la transformation de choses non vendables en choses vendables.
Malheureusement, en sciences sociales, en particulier en anthropologie, les termes anglais commoditization et commodification sont utilisés de manière interchangeable pour décrire le processus de transformation en produits vendables de toute chose qui n'était pas disponible auparavant pour le commerce,.